# دشت رئيس (سرتشهان)
دشت رئیس (بالفارسية: دشت رئیس) هي قرية تقع في إيران في قسم سرتشهان الريفي. يقدر عدد سكانها بـ 158 نسمة .